# 13722 Campobagatin
13722 Campobagatin là một tiểu hành tinh vành đai chính với cận điểm quỹ đạo là 2.0537252 AU. Nó có độ lệch tâm quỹ đạo là 0.210952 và chu kỳ quỹ đạo là 1553.3164882 ngày (4.25 năm).
Cabrera có vận tốc quỹ đạo trung bình là 18.62466418 km/s và độ nghiêng quỹ đạo là 7.19247°.
Nó được phát hiện ngày 27 tháng 8 năm 1998 bởi Felix Aguilar Note.
Nó được đặt theo tên Adriano Campo Bagatin.